# Municipio de Tiquicheo de Nicolás Romero
El municipio de Tiquicheo de Nicolás Romero es uno de los 113 municipios que conforman el estado mexicano de Michoacán. 

## Geografía
El municipio de Tiquicheo de Nicolás Romero se encuentra en el este del estado. Ocupa una superficie de 1497,588 km² y limita al este con el municipio de Tuzantla; al noroeste con el municipio de Madero; al norte con el municipio de Tzitzio; al oeste con el municipio de Carácuaro; al sureste con el municipio de Luvianos; al sur con los municipios de San Lucas y Cutzamala de Pinzón, éste en el estado de Guerrero, y al suroeste con el municipio de Huetamo.
Su relieve está constituido por el sistema volcánico transversal, y por los cerros de Palmeros, Silleta, Torcido de las Cañadas, Timbé, Pilón, Cucha y Purungueo.
Su hidrografía está constituida por los ríos: Purungeo, Tuzantla, Pungarancho y San Carlos; y por los arroyos: Tapatío, Buena Vista, Canoas, Curangueo, Cirícuaro y Tzentzénguaro.
Su clima es tropical con lluvias en verano. Tiene una precipitación pluvial anual de 879,8 milímetros y temperaturas que oscilan de 20,8 a 35,1 °C.
En el municipio domina el bosque tropical caducifolio. Su fauna se conforma por tigre, jabalí, tlacuache, coyote, carpa de Israel, mojarra y bagre.
La superficie forestal maderable es ocupada por pino y encino, la no maderable es ocupada por matorrales, chaparral espinoso y por selva baja.
Los suelos del municipio datan de los períodos mesozoico y cretáceo inferior, corresponden principalmente a los del tipo chernozem y de la pradera. Su uso está dedicado principalmente a la actividad ganadera y en proporción mínima a la agrícola y forestal.

## Demografía
La población total del municipio de Tiquicheo de Nicolás Romero es de 12 836 habitantes, lo que representa un decrecimiento promedio de -1.1% anual en el período 2010-2020 sobre la base de los 14 274 habitantes registrados en el censo anterior. Al año 2020 la densidad del municipio era de 8,597 hab/km².
| Gráfica de evolución demográfica de Municipio de Tiquicheo de Nicolás Romero entre 2000 y 2020 |
|                                                                                                |
| Fuente: Instituto Nacional de Estadística Geografía e Informática                              |

El 49% de la población (6292 personas) eran hombres y el 51% (6544 personas) eran mujeres. Según los datos obtenidos sobre la distribución de la población por franja etaria, el 57.6% de la población (7388 personas) tenían edades comprendidas entre 15 y 64 años.
En el año 2010 estaba clasificado como un municipio de grado alto de vulnerabilidad social, con el 38.19% de su población en estado de pobreza extrema.
La población del municipio está medianamente alfabetizada (24.95% de personas analfabetas al año 2010) con un grado de escolarización en torno de los 5 años. Solo el 0.43% de la población se reconoce como indígena.
El 95.57% de la población profesa la religión católica. El 2.76% adhiere a las iglesias Protestantes, Evangélicas y Bíblicas.

### Localidades
En el censo de 2020 el municipio de Tiquicheo de Nicolás Romero contaba con 172 localidades.
| Código INEGI      | Localidad             | Población (2020) |
| ----------------- | --------------------- | ---------------- |
| 160920001         | Tiquicheo             | 3 664            |
| 160920067         | Papatzindán de Romero | 1 633            |
| Otras localidades | Otras localidades     | 7 539            |
| Total municipal   | Total municipal       | 12 836           |

## Historia
Poblado habitado desde la época prehispánica, en él se asentaron tribus nahuas, matlazincas y tarascas, ubicándose en la frontera del imperio tarasco con el azteca. Tributaban a Tzintzuntzan algodón, maíz y frutas de tierra caliente.
La conquista espiritual fue realizada por los frailes agustinos los cuales desde su llegada a Michoacán se expandieron a la tierra caliente para establecer su doctrina, sus haciendas y trapiches. Los agustinos fueron conducidos por Fray Juan Bautista Moya, conocido como "el Apóstol de tierra caliente". En 1553, se establecieron en Tuzantla, que fue la cabecera parroquial y alcaldía mayor, a la que quedó sujeta Tiquicheo.
En esta población, los agustinos establecieron su hospital que era sostenido por los moradores con su trabajo. La doctrina se administraba en tarasco y nahua, conservando los grupos sus características generales hasta entrando el siglo XVII. Durante el período colonial, se establecieron en la región grandes haciendas y trapiches. Tiquicheo formó parte de un intenso comercio regional entre las poblaciones de Huetamo, Tuzantla y Zitácuaro, por lo que gran parte de su población se dedicaba a la arriería a fines de la época colonial.
Tiquicheo, formó parte de la ruta heroica de oriente durante la época de lucha por la independencia, ya que participó con el ejército insurgente comandado por Benedicto López que operaba de Zitácuaro a Huetamo. Los arrieros de la población, transportaban alimentos y armas para el ejército insurrecto.
Después de la Independencia, en 1822, pasó a formar parte del partido de Zitácuaro, con una población del ayuntamiento de Tuzantla. Producía ciruela, maíz, algodón y sus habitantes, 281, se dedicaban a la agricultura.
Para 1831, pasó a formar parte como tenencia de Huetamo por la Ley Territorial.
Durante la guerra de intervención francesa en Michoacán, es en Tiquicheo donde Don Vicente Riva Palacio recibió el nombramiento de Gobernador de Michoacán el 11 de enero de 1865, tomando posesión hasta el 21 de mayo, así mismo recibió el mando de la tercera División del Ejército Republicano del Centro. También esta población fue testigo de la captura en (El Limón de Papatzindan) de Nicolás Romero, uno de los principales defensores de la soberanía nacional en Michoacán, el cual fue hecho prisionero el 11 de enero de 1865, fue fusilado en México el 18 de marzo.
Tiquicheo se constituyó en municipalidad el 12 de marzo de 1907. Durante la Revolución, participó en la ruta del oriente michoacano, de Huetamo a Zitácuaro, bajo las órdenes de los jefes revolucionarios michoacanos, como Gertrudis Sánchez Rentería Luviano y Amaro. Participan en la recuperación de la plaza de Huetamo en 1914.